# الكسندر جونسون
الكسندر جونسون هو رياضياتي كندي، ولد في 1 أغسطس 1830 في جزيرة أيرلندا في جمهورية أيرلندا، وتوفي في 11 فبراير 1912 في أوتاوا في كندا.